# Ксенія Кнолль
Ксенія Кнолль (нім. Xenia Knoll) — швейцарська тенісистка. Мати Ксенії — сербкиня, народилася в Белграді.
Найуспішніше Кнолль виступає в парному розряді.

## Фінали турнірів WTA

### Пари: 9 (2титули)
| Результат | В–П | Дата     | Турнір                               | Категорія   | Поверхня     | Партнерка         | Супротивниці                          | Рахунок          |
| --------- | --- | -------- | ------------------------------------ | ----------- | ------------ | ----------------- | ------------------------------------- | ---------------- |
| Поразка   | 0–1 | Кві 2016 | İstanbul Cup, Туреччина              | Міжнародний | Ґрунт        | Данка Ковінич     | Андрея Міту Іпек Сойлу                | w/o              |
| Перемога  | 1–1 | Кві 2016 | Morocco Open, Марокко                | Міжнародний | Ґрунт        | Александра Крунич | Татьяна Марія Ралука Олару            | 6–3, 6–0         |
| Поразка   | 1–2 | Чер 2016 | Rosmalen Championships, Нідерланди   | Міжнародний | Трава        | Александра Крунич | Оксана Калашнікова Ярослава Шведова   | 1–6, 1–6         |
| Перемога  | 2–2 | Лип 2016 | Swiss Open, Швейцарія                | Міжнародний | Ґрунт        | Лара Арруабаррена | Анніка Бек Євгенія Родіна             | 6–1, 3–6, [10–8] |
| Поразка   | 2–3 | Лют 2017 | St. Petersburg Ladies' Trophy, Росія | Прем'єрний  | Хард         | Дарія Юрак        | Олена Остапенко Аліція Росольська     | 6–3, 2–6, [5–10] |
| Поразка   | 2–4 | Жов 2017 | Linz Open, Австрія                   | Міжнародний | Хард (зала)  | Натела Дзаламідзе | Кікі Бертенс Юганна Ларссон           | 6–3, 3–6, [4–10] |
| Поразка   | 2–5 | Кві 2018 | İstanbul Cup, Туреччина              | Міжнародний | Ґрунт        | Анна Сміт         | Лян Чень Чжан Шуай                    | 4–6, 4–6         |
| Поразка   | 2–6 | Вер 2018 | Tournoi de Québec, Канада            | Міжнародний | Килим (зала) | Дарія Юрак        | Аша Мухаммад Марія Санчес             | 4–6, 3–6         |
| Поразка   | 2–7 | Жов 2019 | Linz Open, Австрія                   | Міжнародний | Хард (зала)  | Барбара Гас       | Барбора Крейчикова Катержина Сінякова | 4–6, 3–6         |

## Фінали турнірів серії WTA 125

### Пари: 1 титул
| Результат | В–П | Date     | Турнір            | Поверхня | Partner      | Opponents               | Score    |
| --------- | --- | -------- | ----------------- | -------- | ------------ | ----------------------- | -------- |
| Перемога  | 1–0 | Тра 2016 | WTA Bol, Хорватія | Ґрунт    | Петра Мартич | Ралука Олару Іпек Сойлу | 6–3, 6–2 |